# كلية الطب التقويمي جامعة تورو بكاليفورنيا
جامعة تورو كلية الطب التقويمي (بالإنجليزية: Touro University College of Osteopathic Medicine)‏ هي إحدى الكليات لتدريس الطب في الولايات المتحدة الأمريكية. تقع في مدينة فاليجو في ولاية كاليفورنيا الأمريكية. نوع الشهادة الطبية التي يتم تحصيلها هناك هي دو.